# ISO 3166-2:LK
Artículo principal: ISO 3166-2
ISO 3166-2:LK es la entrada para Sri Lanka en ISO 3166-2, parte de los códigos de normalización ISO 3166 publicados por la Organización Internacional de Normalización (ISO), que define los códigos para los nombres de las principales subdivisiones (p.ej., provincias o estados) de todos los países codificados en ISO 3166-1.
En la actualidad, para Sri Lanka los códigos ISO 3166-2 se definen para dos niveles de subdivisiones:
- 9 provincias
- 25 distritos

Cada código consta de dos partes, separadas por un guion. La primera parte es LK, el código ISO 3166-1 alfa-2 para Sri Lanka. La segunda parte tiene, según el caso:
- una cifra (1–9): provincias
- dos cifras: distritos

Para los distritos, la primera cifra es la segunda parte del código ISO 3166-2 del distrito en que se encuentra la provincia.

## Códigos actuales
Los nombres de las subdivisiones se ordenan según el estándar ISO 3166-2 publicado por la Agencia de Mantenimiento ISO 3166 (ISO 3166/MA).
Los códigos ISO 639 se usan para representar los nombres de las subdivisiones en los siguientes idiomas oficiales:
- (en): Inglés
- (si): Cingalés
- (ta): Tamil

Pulsa sobre el botón en la cabecera para ordenar cada columna.

### Provincias
| Código | Nombre de la subdivisión (es) | Nombre de la subdivisión (en) | Nombre de la subdivisión (si) (Borrador provisional de NU en 1972) | Nombre de la subdivisión (ta) (NU II/11 1972) |
| ------ | ----------------------------- | ----------------------------- | ------------------------------------------------------------------ | --------------------------------------------- |
| LK-1   | Oeste                         | Western Province              | Basnāhira paḷāta                                                   | Mel mākāṇam                                   |
| LK-2   | Central                       | Central Province              | Madhyama paḷāta                                                    | Mattiya mākāṇam                               |
| LK-3   | Sur                           | Southern Province             | Dakuṇu paḷāta                                                      | Tĕṉ mākāṇam                                   |
| LK-4   | Norte                         | Northern Province             | Uturu paḷāta                                                       | Vaṭakku mākāṇam                               |
| LK-5   | Este                          | Eastern Province              | Næ̆gĕnahira paḷāta                                                  | Kil̮akku mākāṇam                               |
| LK-6   | Noroeste                      | North Western Province        | Vayamba paḷāta                                                     | Vaṭamel mākāṇam                               |
| LK-7   | Central del Norte             | North Central Province        | Uturumæ̆da paḷāta                                                   | Vaṭamattiya mākāṇam                           |
| LK-8   | Uva                           | Uva Province                  | Ūva paḷāta                                                         | Ūvā mākāṇam                                   |
| LK-9   | Sabaragamuwa                  | Sabaragamuwa Province         | Sabaragamuva paḷāta                                                | Chappirakamuva mākāṇam                        |

### Distritos
| Código | Nombre de la subdivisión (es) | Nombre de la subdivisión (en) | Nombre de la subdivisión (si) (Borrador provisional de NU en 1972) | Subdivision name (ta) (UN II/11 1972) | Subdivisión matriz |
| ------ | ----------------------------- | ----------------------------- | ------------------------------------------------------------------ | ------------------------------------- | ------------------ |
| LK-11  | Colombo                       | Colombo                       | Kŏḷamba                                                            | Kŏl̮umpu                               | LK-1               |
| LK-12  | Gampaha                       | Gampaha                       | Gampaha                                                            | Kampahā                               | LK-1               |
| LK-13  | Kalutara                      | Kalutara                      | Kaḷutara                                                           | Kaḷuttuṟai                            | LK-1               |
| LK-21  | Kandy                         | Kandy                         | Mahanuvara                                                         | Kaṇṭi                                 | LK-2               |
| LK-22  | Matale                        | Matale                        | Mātale                                                             | Māttaḷai                              | LK-2               |
| LK-23  | Nuwara Eliya                  | Nuwara Eliya                  | Nuvara Ĕliya                                                       | Nuvarĕliyā                            | LK-2               |
| LK-31  | Galle                         | Galle                         | Gālla                                                              | Kāli                                  | LK-3               |
| LK-32  | Matara                        | Matara                        | Mātara                                                             | Māttaṛai                              | LK-3               |
| LK-33  | Hambantota                    | Hambantota                    | Hambantŏṭa                                                         | Ampāntōṭṭai                           | LK-3               |
| LK-41  | Jaffna                        | Jaffna                        | Yāpanaya                                                           | Yāl̮ppāṇam                             | LK-4               |
| LK-42  | Kilinochchi                   | Kilinochchi                   | Kilinŏchchi                                                        | Kiḷinochchi                           | LK-4               |
| LK-43  | Mannar                        | Mannar                        | Mannārama                                                          | Maṉṉār                                | LK-4               |
| LK-44  | Vavuniya                      | Vavuniya                      | Vavuniyāva                                                         | Vavuṉiyā                              | LK-4               |
| LK-45  | Mullaitivu                    | Mullaittivu                   | Mulativ                                                            | Mullaittīvu                           | LK-4               |
| LK-51  | Batticaloa                    | Batticaloa                    | Maḍakalapuva                                                       | Maṭṭakkaḷappu                         | LK-5               |
| LK-52  | Ampara                        | Ampara                        | Ampāra                                                             | Ampāṟai                               | LK-5               |
| LK-53  | Trincomalee                   | Trincomalee                   | Trikuṇāmalaya                                                      | Tirukŏṇamalai                         | LK-5               |
| LK-61  | Kurunegala                    | Kurunegala                    | Kuruṇægala                                                         | Kurunākal                             | LK-6               |
| LK-62  | Puttalam                      | Puttalam                      | Puttalama                                                          | Puttaḷam                              | LK-6               |
| LK-71  | Anuradhapura                  | Anuradhapura                  | Anurādhapura                                                       | Anurātapuram                          | LK-7               |
| LK-72  | Polonnaruwa                   | Polonnaruwa                   | Pŏḷŏnnaruva                                                        | Pŏlaṉṉaṛuvai                          | LK-7               |
| LK-81  | Badulla                       | Badulla                       | Badulla                                                            | Patuḷai                               | LK-8               |
| LK-82  | Moneragala                    | Monaragala                    | Mŏṇarāgala                                                         | Mŏṉarākalai                           | LK-8               |
| LK-91  | Ratnapura                     | Ratnapura                     | Ratnapura                                                          | Irattiṉapuri                          | LK-9               |
| LK-92  | Kegalle                       | Kegalla                       | Kægalla                                                            | Kekālai                               | LK-9               |

## Cambios
Los siguientes cambios de entradas han sido anunciados en los boletines de noticias emitidos por el ISO 3166/MA desde la primera publicación del ISO 3166-2 en 1998, cesando esta actividad informativa en 2013.
| Informe      | Fecha de emisión                     | Descripción del cambio reportado                                                                                    |
| ------------ | ------------------------------------ | --- |
| Boletín II-1 | 2010-02-03 (corregido el 2010-02-19) | Se añaden: el prefijo del código nacional como el primer elemento del código y los nombres en los idiomas oficiales |

Los siguientes cambios a la entrada figuran en el listado del catálogo en línea de la ISO:
| Fecha real del cambio | Breve descripción del cambio |
| --------------------- | --- |
| 2019-11-22            | Correctción de las subdivisiones matrices de LK-11, LK-12, LK-13, LK-21, LK-22, LK-23, LK-31, LK-32, LK-41, LK-43, LK-44, LK-45, LK-51, LK-52, LK-53, LK-61, LK-62, LK-71, LK-81, LK-82, LK-91, LK-92; se actualiza el origen de la lista |
| 2018-11-26            | Corrección del patrón del sistema de romanización |
| 2014-12-18            | Concordancia con la abreviatura en francés en minúsculas con la UNTERM; se actualizan las observaciones en francés |
| 2012-08-02            | Se añaden los idiomas oficiales |
| 2010-02-19            | Se añaden: el prefijo del código nacional como el primer elemento del código y los nombres en los idiomas oficiales |